# 藤井俊宏
藤井 俊宏 (ふじい としひろ) は 日本のジャーナリストで NHK放送総局報道局国際部記者。

## 経歴
1997年4月 NHKに入局。NHK山口放送局、NHK沖縄放送局を経て、2006年7月より 報道局国際部に配属。国際部では主に 中東アフリカ地域を担当し、2009年6月からはNHKカイロ支局に異動。チュニジア、エジプト、リビアと各国の独裁政権を退陣に追い込んだ「アラブの春」と呼ばれる民主化要求運動を取材。